# Carlo Zucchi
Carlo  Zucchi (Reggio Emilia, 25 de febrero de 1789 - Nebbiara, Reggio Emilia, 9 de septiembre de 1849), arquitecto de origen italiano que ejerció en Uruguay y Argentina. También se desempeñó como grabador y escenógrafo. Exiliado originalmente en Francia por sus ideas independentistas llegó al Río de la Plata a fines de 1826. Durante un período que se extiende desde 1829 hasta 1842, cumplió funciones de arquitecto oficial en Montevideo y Buenos Aires. En dicho período, caracterizado por las constantes turbulencias políticas y la guerra civil, realizó una importante cantidad de proyectos en el campo de la arquitectura pública y privada, los monumentos fúnebres y conmemorativos y la decoración de fiestas cívicas. Entre sus obras más significativas en Montevideo, se destacan el antológico Teatro Solís y el Hospital Maciel. Ante la internacionalización del conflicto rioplatense a comienzos de la década del ‘40, Zucchi decidió retornar a Italia, no sin antes, a la espera de una conmutación de su destierro, realizar algunos  trabajos en Río de Janeiro.

## Familia
Hijo del abogado Troilo Gaetano Zucchi y sobrino del general napoleónico Carlo Zucchi.
Oriundo de Italia; su formación, empero, fue en París; se discute si fue en la École des Beaux Arts o en el Politécnico.

## Biografía
Durante las guerras napoleónicas, tomó parte en ellas como oficial del ejército del emperador y, una vez caído Napoleón Bonaparte, continuó realizando actividades políticas conspirativas de carácter independentista entre los grupos de carbonarios italianos, razón por la cual fue encarcelado en Milán en 1822. Después de cumplir una condena —conmutada a cambio del exilio—, Zucchi abandonó el territorio de la península sin pensar que su destierro se prolongaría por más de treinta años. En tales circunstancias decidió pasar a París y, luego de residir algunos años en esa ciudad en contacto con el ambiente artístico, se conectó probablemente con representantes del gobierno argentino con el objeto de trabajar en Buenos Aires. Llegó al Plata a mediados de 1826 al mismo tiempo que un grupo de exiliados italianos contratados en su mayoría para actuar como técnicos de la Administración o ser profesores de la nueva Universidad de Buenos Aires: Carlo G. Ferraris, Carlo E. Pellegrini, Pedro de Angelis, Ottaviano F. Mossotti y Pietro Carta Molino. Es indudable que la experiencia institucional de la capital, uno de los únicos sitios de occidente donde había sobrevivido un sistema político de carácter liberal representativo en plena etapa de la Restauración, atraía a un número importante de artistas e intelectuales de cierto relieve, como el mismo Zucchi.

## Estadía enAmérica del Sur:ArgentinayUruguay
Los primeros tiempos de la estadía del arquitecto italiano parecen haber sido los más difíciles. La no existencia de vínculos concretos de contratación y la persistencia del bloqueo brasileño explican su permanencia en Montevideo, donde proyectó una casa de varias plantas para Francisca Romero de Díaz, en la plaza principal de la ciudad, y la decoración interior de la Capilla del Santísimo Sacramento de la Catedral. A mediados de 1827, Zucchi pasó a Buenos Aires con el fin de elaborar una serie de proyectos para Ramón Larrea y una propuesta de muelle de madera. Ambas iniciativas parecen haberse frustrado a partir de los problemas políticos del período. Sin la posibilidad de materializar los proyectos encomendados, a mediados de ese año intentó organizar, junto con Pablo Caccianiga, una escuela para la enseñanza de la arquitectura y el dibujo, que fracasó por la escasez de alumnos inscriptos. 
Malogradas las expectativas de trabajo particular, en los meses finales del gobierno de Dorrego ingresó en la administración como inspector del Departamento de Ingenieros, a las órdenes de Juan Pons. Posteriormente, en 1831, remplazó a este último como ingeniero de la provincia.

## Buenos AiresyRío de Janeiro
Su trabajo en Buenos Aires se desarrolló en el período de gobierno federal, entre las administraciones de Manuel Dorrego y Juan Manuel de Rosas. Renunció a su cargo en 1836 debido a problemas derivados de la defensa de su competencia profesional y de su libertad de juicio. Estas causas provocaron el alejamiento del arquitecto de Buenos Aires, pero su partida no puede tomarse como el camino lógico de los emigrados de la dictadura rosista. Fundamentalmente porque el arquitecto italiano pasó al Estado Oriental como parte de la administración del Presidente Manuel Oribe —aliado de Rosas—, quien lo nombró ingeniero-arquitecto de la Comisión Topográfica local y arquitecto de Higiene y Obras Públicas. Debemos aclarar que la actitud de Zucchi frente a la intensa actividad política de la época fue muy similar a la de su amigo Pedro de Angelis. En contraste con muchos connacionales con idénticos ideales, el arquitecto reggiano parece haber tomado en principio la posición de técnico neutral frente al clima de inestabilidad creciente. Esta posición se apoyaba en las características de un saber como la arquitectura en el cual, a diferencia de artes más comprometidas como la literatura o la pintura, existía una distancia que no permitía identificar muy directamente los géneros arquitectónicos con los rápidos cambios institucionales.
Sin embargo, producida la rebelión de Fructuoso Rivera, la caída del Gobierno de Oribe en 1838 y la internacionalización del conflicto oriental, la posición de Zucchi se tornó delicada, por lo que presentó su renuncia, pero por su carácter de técnico al servicio del Estado fue retenido a pedido del oficialismo y de los opositores. Su estadía en Montevideo, como había ya sucedido en Buenos Aires, se caracterizó por una serie de desencuentros y litigios con intereses particulares que frustraron la realización de la mayor parte de los proyectos. Debido a esta situación, a partir de 1839, y en función de una amnistía decretada en Italia, empezó a realizar gestiones sin éxito para el retorno a su país de origen. Probablemente teniendo en cuenta el agravamiento del clima político, Zucchi tramitó su residencia en Río de Janeiro, ciudad a la que emigró en forma definitiva en los últimos días de 1843. Al mismo tiempo la prensa de Montevideo inició una campaña calumniosa en su contra, basada en su amistad con de Angelis, los litigios que rodearon a varios de sus proyectos en dicha ciudad, la acusación de ser espía de Rosas y también el hecho de haber aprovechado de su situación para ejercer la corrupción administrativa. Z, desde el Brasil, contestó las críticas con una polémica nota publicada en los periódicos que atacaban a los emigrados argentinos por su condición de traidores de la causa americana. Desde Río de Janeiro gestionó su retorno a Europa, primero a Francia y luego a Italia, para morir en su ciudad natal en 1849.
Desde el punto de vista cronológico, la obra de Zucchi puede dividirse en dos etapas, ya que no es posible encontrar saltos de carácter estilístico que permitan establecer variaciones en su producción. La primera coincide con su estadía en Buenos Aires (1827-1836), e implica la realización de un gran número y variedad de proyectos en su mayoría no ejecutados. La segunda corresponde a sus años de trabajo en Montevideo (1836-1843), y se diferencia de la anterior por la mayor incidencia del arquitecto en las decisiones acerca del crecimiento de la ciudad y principales edificios en un contexto de actividad edilicia distinta, en principio, a las limitaciones que presentaba la realidad porteña.

## Comentarios
Fue un insigne exponente del Neoclasicismo.
En su proyecto de la Plaza Independencia de Montevideo, como parte de un plan ordenador para la ciudad que se expandía se inspiró la obra en sus maestros Percier y Fontaine, la parisina Rue de Rivoli. Si bien este proyecto, en definitiva, fue modificado años después por Bernardo Poncini.

## Obras
- Mausoleo del gobernador Dorrego en el Cementerio de la Recoleta
- Fachada de la Catedral Metropolitana Todos los Santos, Santa Fe
- Proyecto alternativo para la fachada de la Catedral de Buenos Aires
- Diseño de la Plaza Independencia (Montevideo) en 1836
- Cementerio Central de Montevideo
- Teatro Solís, cuerpo central
- Hospital Maciel (parcial)
- Hospital General de Ambos Sexos de Buenos Aires en 1831
- Proyecto de ampliación del Cementerio de la Recoleta
- Iglesia de la ciudad de Coronda (Provincia de Santa Fe)